# Mark I (tank)
Mark I byl britský tank nasazený v první světové válce a vůbec první bojově nasazený tank v historii válek. Poprvé byl nasazen 15. září 1916 v bitvě na Sommě. Jeho výzbroj byla nesena ve sponsonech na bocích trupu a tanky se dělily na „mužské“ (Male), které byly vyzbrojeny dvěma kanóny ráže 57 milimetrů QF 6 pounder Hotchkiss, což byla původně námořní děla, a čtyřmi kulomety Hotchkiss ráže .303 British, a „ženské“ (Female), jejichž hlavní výzbroj představovaly kulomety Vickers, doplněné také kulomety Hotchkiss.
Pancéřování dosahovalo síly až 10 milimetrů, a v praxi se ukázalo být zranitelné nově vyvinutou německou střelou typu Spitzgeschoss mit Kern ráže 7,92 mm.
Postupně byly zaváděny do výzbroje typy Mark II a Mark III, jež se však od prvního typu nijak výrazně nelišily a byly určené k výcviku. Dalším bojově nasazeným britským tankem se tak stal až Mark IV, který měl oproti typu Mark I řadu vylepšení. K jeho nasazení došlo během bitvy u Messines od 7. do 14. června 1917.

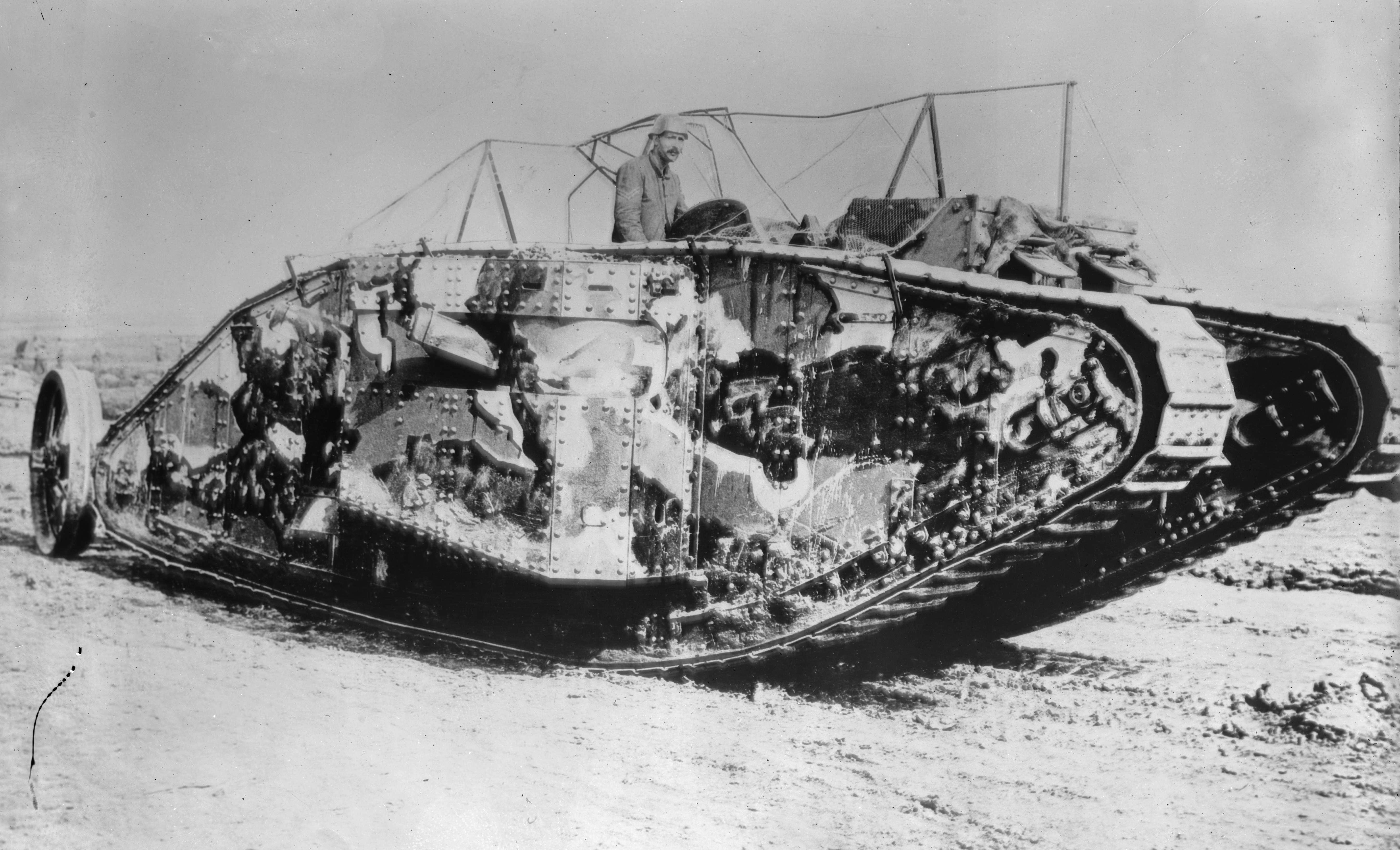
Tank Mark I provedení „Female“ v kamufláži užívané v raném období nasazení.